# Mont Horeb

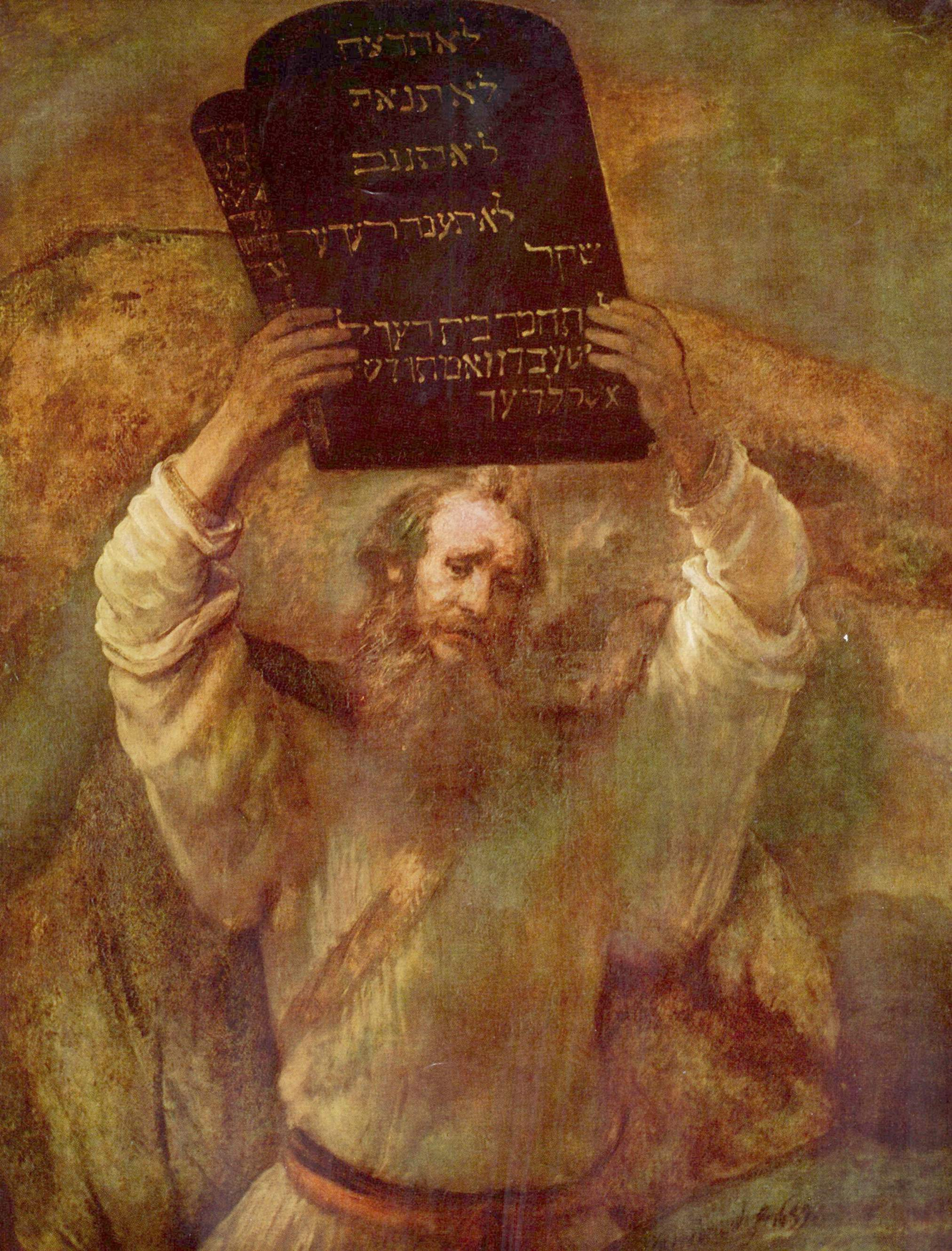
Moïse avec les Dix Commandements par Rembrandt (1659).

Le mont Horeb (en hébreu חֹרֵב, en grec ancien dans la Septante χωρηβ, en latin dans la Vulgate Horeb) est le lieu où le Deutéronome  place l'épisode de la remise du Décalogue à Moïse par Dieu. Il est décrit dans deux passages (Exode, III, 1 et I Rois, XIX, 8) comme la « Montagne de Dieu ».
C'est aussi le lieu de la rencontre d'Élie avec Dieu.
D'autres passages de la Bible présentent ces événements comme se déroulant sur le mont Sinaï, entraînant une controverse. Une partie des experts considère que le Sinaï et Horeb forment des noms différents du même lieu. D'autres experts considèrent qu'il s'agit de deux endroits distincts.
Selon l'hypothèse documentaire les divergences quant à l'utilisation de ces noms s'expliquent en considérant que Moïse n'est pas l'auteur du pentateuque. Les études menées tendent à donner quatre auteurs différents pour le pentateuque : deux auteurs mentionnant systématiquement le mont Sinaï et deux autres mentionnant le mont Horeb, ces derniers étant l'élohiste et le deutéronomiste.
Parmi les différentes occurrences du toponyme Horeb dans la Bible, se trouvent les suivantes :
- Exode, III, 1 : Moïse et le buisson ardent ;
- Exode, XVII, 6 : Moïse frappant le rocher au mont Horeb pour en faire jaillir une source ;
- Exode, XXXIII, 6 : Horeb est l'endroit où les Israélites se dépouillent de leurs parures ;
- Deutéronome, I, 2 ; I, 6 ; I, 19 : Horeb est le toponyme utilisé pour décrire les pérégrinations des Israélites dans le désert ;
- Deutéronome IV, 10 ; V, 2 ; IX, 8 ; XVIII, 16 ; XXVIII, 69 : Horeb est le lieu où Moïse reçoit les Dix Commandements ;
- 1 Rois XIX, 8 : La rencontre d'Élie avec Dieu ;
- Isaïe, X, 26: Dieu frappe Madiân au rocher d'Oreb.

Dans le Livre de Ben Sira le Sage, le Sinaï et l'Horeb sont deux endroits distincts : « toi [Élie] qui as entendu sur le Sinaï des remontrances, et sur l'Horeb des arrêts de vengeance » (Siracide, 48, 7).